# Gabriel Gustafsson Oxenstierna
Gabriel Gustafsson Oxenstierna (15 juin 1587 à Tallinn- 27 novembre 1640 à Stockholm) était un homme d'état suédois. 

## Biographie
Il naît à Tallinn où son père Gustaf Gabrielsson Oxenstierna est gouverneur, et est le plus jeune des neuf enfants du couple. Il est en particulier le frère cadet de celui qui deviendra grand chancelier de Suède Axel Oxenstierna. Il passe la majeure partie de son enfance dans le Södermanland et suit un parcours assez similaire à son frère. Dès 1603, ils entrent au service du roi Charles IX et Gabriel occupe par la suite différent postes dans l'administration du royaume. Il est aussi responsable de la construction de plusieurs manoirs et châteaux, dont en particulier le château de Tyresö. À sa mort, il est enterré à l'église de Tyresö, qu'il venait tout juste d'achever.

## Autorité
- Notices d'autorité :   - VIAF
  - ISNI
  - IdRef
  - GND
  - Belgique
  - Pays-Bas
  - Pologne
  - NUKAT
  - Suède